# Бачурин, Денис Дмитриевич
Бачурин Денис Дмитриевич (род. 7 июня 1991, Новосибирск, СССР) — российский хоккеист, защитник.

## Биография
В 2009—2012 годах выступал за клубы МХЛ — «Сибирские Снайперы», «Мамонты Югры», «Снежные Барсы». Сыграл 158 игр, набрал 4+13 очков.
В сезоне 2012/2013 — игрок клуба КХЛ «Барыс». И за фарм-клубы «Снежные барсы», выступающего в МХЛ, и в составе «Барыс-2», выступающего в чемпионате чемпионате Казахстана.
Летом 2013 года подписал контракт с клубом «Алматы». 8 ноября 2013 года покинул клуб. 17 ноября перешёл в другой казахстанский клуб «Астана».